# 後藤丈治
後藤 丈治（ごとう じょうじ、1996年3月9日 - ）は、日本の男性総合格闘家。北海道出身。北海道大学経済学部卒業。TRIBE TOKYO MMA所属。

## 来歴
空手と柔道をバックボーンに持つ。市立札幌清田高等学校の1年時にむしゃくしゃしてサンドバッグを叩きたくなり、町の体育館にあるボクシング室を訪れたところ地下格闘技の選手達が、総合格闘技の練習をしているのを偶然見て練習に参加したのをきっかけに総合格闘技を始める。
2016年10月16日、プロデビュー戦となったPANCRASE SAPPOROで飯島重喜と対戦し、判定0-3の判定負けを喫した。
2018年5月13日、PANCRASE SAPPOROで杉山廣平と対戦し、1R 2:42にリアネイキッドチョークで一本負けを喫した。
2020年2月16日、PANCRASE 312で力也と対戦し、1R 4:24にパンチでTKO勝ちを収めた。
2020年4月17日、修斗デビュー戦となったSHOOTO ROAD TO ONE 2ND ABEMAで祖根寿麻と対戦し、1R 3:58にギロチンチョークで一本勝ちを収めた。
2021年3月20日、SHOOTO PROFESSIONAL SHOOTO 2021 VOL. 2で魚井フルスイングと対戦し、判定3-0の勝利を収めた。
2022年9月19日、SHOOTO PROFESSIONAL SHOOTO 2022 VOL. 6で加藤ケンジと対戦し、2R 3:52にパンチでTKO勝ちを収めた。
2023年6月24日、RIZINデビュー戦となったRIZIN.43でトレント・ガーダムと対戦し、2R 2:34にツイスターで一本勝ちを収めた。
2023年10月1日、RIZIN2戦目となったRIZIN LANDMARK 6で日比野"エビ中"純也と対戦し、2R 2:00にツイスターで一本勝ちを収めた。
2024年5月3日、ONE初参戦となったONE FRIDAY FIGHTS 61でイリアス・エジエフと対戦し、左フックでチャンスを作るも、3R 3:01にリアネイキッドチョークで一本負けを喫した。
2024年12月8日、DEEP 122 IMPACTでマンド・グディエレスと対戦し、3R判定1-2で負けを喫した。判定内容に対して、SNS上でも議論がおこり、2024年12月21日のJMOC(日本MMA審判機構) のジャッジ・トレーニングのテーマに採択された。
2025年6月14日、RIZIN LANDMARK 11で鹿志村仁之介と対戦予定。

## 戦績

### プロ総合格闘技
| 総合格闘技 戦績 | 総合格闘技 戦績 | 総合格闘技 戦績 | 総合格闘技 戦績 | 総合格闘技 戦績 | 総合格闘技 戦績 | 総合格闘技 戦績 |
| --------------- | --------------- | --------------- | --------------- | --------------- | --------------- | --------------- |
| 25 試合         | (T)KO           | 一本            | 判定            | その他          | 引き分け        | 無効試合        |
| 17 勝           | 8               | 4               | 5               | 0               | 0               | 0               |
| 8 敗            | 0               | 4               | 4               | 0               | 0               | 0               |

| 勝敗 | 対戦相手             | 試合結果                           | 大会名                                 | 開催年月日     |
| ○    | 鹿志村仁之介         | 5分3R終了 判定3-0                  | RIZIN LANDMARK 11                      | 2025年6月14日  |
| ○    | 合島大樹             | 1R 4:12 TKO (左フック)             | PANCRASE 352                           | 2025年3月9日   |
| ×    | マンド・グティエレス | 5分3R終了 判定1-2                  | DEEP 122 IMPACT                        | 2024年12月8日  |
| ×    | イリアス・エジエフ   | 3R 3:01 リアネイキッドチョーク     | ONE FRIDAY FIGHTS 61                   | 2024年5月3日   |
| ○    | 日比野"エビ中"純也   | 2R 2:00 ツイスター                 | RIZIN LANDMARK 6                       | 2023年10月1日  |
| ○    | トレント・ガーダム   | 2R 2:34 ツイスター                 | RIZIN.43                               | 2023年6月24日  |
| ×    | 須藤拓真             | 2R 2:01 インバーテッドヒールフック | SHOOTO PROFESSIONAL SHOOTO 2022 VOL. 7 | 2022年11月27日 |
| ○    | 加藤ケンジ           | 2R 3:52 TKO（パンチ）              | SHOOTO PROFESSIONAL SHOOTO 2022 VOL. 6 | 2022年9月19日  |
| ○    | ダイキ・ライトイヤー | 5分3R終了 判定3-0                  | SHOOTO PROFESSIONAL SHOOTO 2022 VOL. 2 | 2022年3月21日  |
| ×    | 石橋圭太             | 5分3R終了 判定1-2                  | SHOOTO PROFESSIONAL SHOOTO 2021 VOL. 6 | 2021年9月20日  |
| ○    | 魚井フルスイング     | 5分3R終了 判定3-0                  | SHOOTO PROFESSIONAL SHOOTO 2021 VOL. 2 | 2021年3月20日  |
| ○    | 服部健太             | 1R 3:06 TKO（パンチ）              | TRIBE TOKYO FIGHT TTF CHALLENGE 09     | 2020年12月19日 |
| ×    | 藤井伸樹             | 5分3R終了 判定0-3                  | SHOOTO PROFESSIONAL SHOOTO 2020 VOL. 6 | 2020年9月19日  |
| ○    | 祖根寿麻             | 1R 3:58 ギロチンチョーク           | SHOOTO ROAD TO ONE 2ND ABEMA           | 2020年4月17日  |
| ○    | 力也                 | 1R 4:24 TKO（パンチ）              | PANCRASE 312                           | 2020年2月16日  |
| ○    | 道端雅志             | 1R 3:20 リアネイキッドチョーク     | PANCRASE SAPPORO                       | 2019年9月23日  |
| ○    | 平田淳一             | 1R 1:47 TKO（パンチ）              | PANCRASE 307                           | 2019年7月21日  |
| ○    | 山田誠央             | 3R 2:59 KO（パンチ）               | PANCRASE 305                           | 2019年5月26日  |
| ×    | 米山千隼             | 1R 1:40 リアネイキッドチョーク     | PANCRASE 302                           | 2018年12月9日  |
| ○    | 佐々木文哉           | 5分2R終了 判定2-1                  | GFG 1 GLOBAL FIGHTINGSPORTS GAME 1     | 2018年7月1日   |
| ×    | 杉山廣平             | 1R 2:42 リアネイキッドチョーク     | PANCRASE SAPPORO                       | 2018年5月13日  |
| ○    | 渡辺達也             | 3分3R終了 判定3-0                  | PANCRASE 292                           | 2017年12月10日 |
| ○    | 桑原優               | 3R 1:30 TKO（パンチ）              | PANCRASE SAPPORO                       | 2017年10月22日 |
| ○    | 竹内直哉             | 2R 2:08 TKO（パンチ）              | PANCRASE SAPPORO                       | 2017年5月14日  |
| ×    | 飯島重喜             | 3分3R終了 判定0-3                  | PANCRASE SAPPORO                       | 2016年10月16日 |

### アマチュア総合格闘技
| 勝敗 | 対戦相手 | 試合結果                           | 大会名               | 開催年月日     |
| ○    | 富田昌美 | 2R 2:01 TKO（パンチ）              | PANCRASE SAPPORO     | 2016年5月29日  |
| △    | 松浦貴也 | 3分2R終了 ドロー（タイムリミット） | PANCRASE SAPPORO     | 2015年12月6日  |
| ○    | 横関修   | 1R 2:50 リアネイキッドチョーク     | JMMAF JML HOKKAIDO 6 | 2015年11月15日 |

## 人物・エピソード
- 高校時代に一目惚れした彼女と2023年に結婚したことをSNSにて発表した。